# Psychoda cinerea
Psychoda cinerea är en tvåvingeart som beskrevs av Nathan Banks 1894. Psychoda cinerea ingår i släktet Psychoda och familjen fjärilsmyggor. Arten är reproducerande i Sverige. Inga underarter finns listade i Catalogue of Life.